# Giovanna Botteri
Giovanna Botteri (Trieste, 14 giugno 1957) è una giornalista italiana.

## Biografia

### Istruzione
Figlia del giornalista Guido Botteri, ex direttore della sede Rai Friuli-Venezia Giulia, e di madre serbo-montenegrina, parla anche l'inglese e il francese, oltre che il serbo-croato. Si laurea in filosofia con il massimo dei voti all'Università degli Studi di Trieste, ottenendo poi un dottorato in storia del cinema alla Sorbona di Parigi.

### Carriera
Dopo aver collaborato nel 1983 con i giornali Il Piccolo e l'Alto Adige, nel 1985 inizia a lavorare per la Rai di Trieste, prima alla radio e poi alla televisione. Nel maggio 1986 fa uno speciale con Margherita Hack per Rai 3, poi diventa collaboratrice di Michele Santoro per il programma Samarcanda e nel dicembre 1988 entra nella redazione esteri del TG3. Dal 25 gennaio 1990 è iscritta come professionista all'Albo dei Giornalisti del Friuli-Venezia Giulia.
Come inviata speciale ha seguito numerosi e importanti avvenimenti internazionali: nel 1991 il crollo dell'Unione Sovietica e l'inizio della guerra d'indipendenza croata, dal 1992 al 1996 la guerra in Bosnia ed Erzegovinae l'assedio di Sarajevo dove, assieme a Miran Hrovatin, ha filmato l'incendio della Biblioteca Nazionale, la strage del pane, il massacro di Markale e quello di Srebrenica.
È stata in Algeria, Sudafrica, Iran e Albania, dove ha seguito la ribellione a Valona nel 1997, per poi documentare la guerra del Kosovo ed entrare a Peć assieme all'esercito italiano nel 1999. Nello stesso anno torna a lavorare con Santoro per Circus e nel 2000 per Sciuscià.
Dopo aver seguito il G8 di Genova nel 2001, è stata in Afghanistan fino al rovesciamento del regime talebano e, come inviata di TG2 e TG3, in Iraq prima e durante la seconda guerra del golfo. Nell'ottobre 2002 ha seguito le ispezioni ONU alle prigioni e, assieme a Guido Cravero, ha filmato in esclusiva mondiale sia l'inizio dei bombardamenti su Baghdad il 20 marzo 2003, sia l'arrivo dei carri armati statunitensi il 9 aprile. Dal 2004 al 2007 ha condotto l'edizione delle 19 del TG3.
Dal 2007 al 2019 è stata corrispondente della RAI dagli Stati Uniti. Dall’agosto 2019 al novembre 2021 è stata corrispondente RAI in Cina. Da fine dicembre 2019 a ottobre 2021 si è occupata, sempre come inviata dalla Cina, della pandemia di COVID-19, causata dal virus SARS-CoV-2.
Nella notte del 24 ottobre 2020 conduce su Rai 1 la serata finale del Premio Luchetta, I nostri angeli, con Emma D'Aquino. Nella notte tra il 3 e il 4 novembre conduce su Rai 3 lo speciale del TG3 dedicato alle elezioni presidenziali negli Stati Uniti d'America. La sera del 7 novembre dello stesso anno prende parte allo speciale del TG3 dedicato alla vittoria di Joe Biden alle suddette elezioni, condotto da Maria Cuffaro. Il 6 marzo 2021 co-conduce la serata finale del Festival di Sanremo 2021, con Amadeus e Fiorello.
Da dicembre 2021 a giugno 2024 è stata corrispondente da Parigi e responsabile dell'ufficio francese per i servizi giornalistici radiofonici e televisivi della RAI.
Dal 14 settembre 2024 entra a far parte del cast fisso della trasmissione di La 7 In altre parole .

## Vita privata
Ha una figlia, Sarah Ginevra, nata dalla relazione con Lanfranco Pace, dal quale si è poi separata.

## Televisione
- TG3 (Rai 3, 2004-2007)
- TG3 Linea Notte (Rai 3, dal 2020)
- Premio Luchetta (Rai 1, 2020)
- Festival di Sanremo (Rai 1, 2021)
- Concerto del Primo Maggio (Rai 3, 2022) co-conduttrice

## Premi e riconoscimenti
- 1994 - Premio giornalistico Europa come miglior giornalista del mese
- 1995 - Premio della regione Calabria
- 1996 - Premio Penne Pulite
- 1999 - Premio della redazione Zapping come giornalista del mese, Premio Antenna Cinema[10]
- 2000 - Premio Ilaria Alpi sezione C per il servizio "La Neve Nera" (assieme a Riccardo Iacona)
- 2002 - Premio Minerva[20]
- 2003 - Premio Ilaria Alpi sezione A per il servizio "Vittime A Baghdad", Premio Ernest Hemingway,[5] Premio Elsa Morante[21], Premio Roma[9]
- 2004 - Premio Colombe d'oro,[22] Premio città di Arona alla carriera,[23] Premio Saint Vincent per la corrispondenza da Baghdad (conferito dal Presidente della Repubblica Carlo Azeglio Ciampi)
- 2006 - Premio Maria Grazia Cutuli sezione stampa italiana[24]
- 2013 - Premio speciale Reporter del Gusto[25]
- 2015 - Premio giornalistico Amerigo - Sezione televisione[26]
- 2018 - Premio Flaiano speciale di giornalismo[27]
- 2020 - Premio Ischia internazionale di giornalismo[28]
- 2021 - Targa Shomano - Festival Dallo Sciamano allo Showman.
- 2022 - Riconoscimento Gianni Granzotto - Uno stile nell'informazione
- 2023 - Premio Columbus nel 2023 per la Cultura[29]
- 2024 - Premio Marisa Bellisario.[30]
- 2024 - Premio Donatella Raffai per la tv - Sezione Giornalismo Televisivo, Roma ministero della Cultura, 5 luglio